# Ђурђени (Јаломица)
Ђурђени (рум. Giurgeni) насеље је у Румунији у округу Јаломица у општини Ђурђени. Oпштина се налази на надморској висини од 4 m.

## Становништво
Према подацима из 2002. године у насељу је живело 1649 становника, од којих су сви румунске националности.